# 8-ма лінія (Київ)
8-ма лі́нія — вулиця в Оболонському районі міста Києва, селище Пуща-Водиця. Пролягає від вулиці Федора Максименка до вулиці Квітки Цісик.
Прилучається вулиця Миколи Юнкерова.

## Історія
Вулиця виникла наприкінці XIX — на початку XX століття під сучасною назвою.